# Wilhelm von Romberg
Wilhelm Moritz Heinrich Eduard Freiherr von Romberg (* 26. Oktober 1839 in Salchow; † 9. April 1917) war ein preußischer Generalleutnant.

## Leben

### Herkunft
Er war der Sohn eines preußischen Majors Wilhelm von Romberg und dessen Ehefrau Wilhelmine, geborene von Below.

### Militärkarriere
Romberg erhielt seine Erziehung im elterlichen Hause sowie in den Kadettenhäusern Kulm und Berlin. Während seiner Berliner Zeit war er Leibpage von König Friedrich Wilhelm IV., bevor Romberg am 8. Mai 1858 als Sekondeleutnant dem 2. Infanterie-(Königs-)Regiment der Preußischen Armee in Stettin überwiesen wurde. Am 1. Juli 1860 folgte seine Versetzung in das neu errichtete 2. Kombinierte Infanterie-Regiment, aus dem kurz darauf das 5. Pommersche Infanterie-Regiment (Nr. 42) hervorging. Dort fungierte Romberg von Mitte Juni 1861 bis Ende Juni 1866 als Adjutant des II. Bataillons. In dieser Stellung Anfang April 1866 zum Premierleutnant befördert, nahm er im gleichen Jahr während des Krieges gegen Österreich an den Kämpfen bei Gitschin und als Kompanieführer an der Schlacht bei Königgrätz teil.
Nach dem Friedensschluss versah Romberg seinen Dienst in der 2. Kompanie und war vom 10. Oktober 1868 bis zum 7. November 1870 als Adjutant zur 28. Infanterie-Brigade kommandiert. Nach dem Beginn des Krieges gegen Frankreich nahm er in dieser Stellung an den Schlachten bei Spichern, Colombey, Gravelotte und Noisseville sowie den Belagerungen von Metz und Thionville teil. Während der Belagerung von Paris wurde Romberg am 8. November 1870 zum Hauptmann befördert und gleichzeitig zum Kompaniechef ernannt. Er führte seine Kompanie in den Kämpfen bei Champigny-sur-Marne, Pesmes, Dole, Mouchard, Salins-les-Bains sowie Pontarlier und wurde für sein Verhalten mit beiden Klassen des Eisernen Kreuzes ausgezeichnet.
Am 8. September 1874 erhielt Romberg die preußische Anerkennung seines Freiherrenstandes. Im Herbst nahm er an der Generalstabsreise des XV. Armee-Korps teil, wurde im Anschluss daran am 15. Oktober 1874 in das 4. Niederschlesische Infanterie-Regiment Nr. 51 versetzt und als Adjutant zum Generalkommando des VI. Armee-Korps nach Breslau kommandiert. Dort avancierte Romberg Ende April 1877 zum Major, um am 12. November 1878 als etatsmäßiger Stabsoffizier in das 6. Brandenburgische Infanterie-Regiment Nr. 52 versetzt zu werden. Vom 18. Januar bis zum 11. März 1881 fungierte er dort als Bataillonskommandeur und kam anschließend in gleicher Funktion in das 1. Thüringische Infanterie-Regiment Nr. 31 nach Altona. In dieser Stellung stieg Romberg am 26. März 1885 zum Oberstleutnant auf und wurde am 14. April 1885 zum Stab des 6. Ostpreußischen Infanterie-Regiments Nr. 43 versetzt. Als Oberst war er vom 3. Juli 1888 bis zum 17. November 1890 Kommandeur des Füsilier-Regiments „Graf Roon“ (Ostpreußisches) Nr. 33 in Gumbinnen und anschließend als Generalmajor Kommandeur der 5. Infanterie-Brigade in Stettin. Für seine Leistungen in der Truppenführung erhielt Romberg am 14. Mai 1892 den Roten Adlerorden II. Klasse mit Eichenlaub. In Genehmigung seines Abschiedsgesuches wurde er am 17. Dezember 1892 unter Verleihung des Kronenordens II. Klasse mit Stern zur Disposition gestellt.
Nach seiner Verabschiedung lebte Romberg in Stettin und Wilhelm II. verlieh ihm am 12. September 1895 noch den Charakter als Generalleutnant. Er war Ehrenritter des Johanniterordens.

### Familie
Romberg hatte sich am 8. August 1871 mit Anna von Bilow (1844–1923) aus dem Hause Gülzow verheiratet. Aus der Ehe gingen vier Söhne und zwei Töchter hervor. Der General war Fideikommissherr auf Brunn im Kreis Ruppin, Erbe wurde sein Enkel Friedrich Wilhelm Freiherr von Romberg.